# Trenč
Trenč (bis 1927 „Terinč“; deutsch Törinz, ungarisch Tőrincs) ist eine Gemeinde im Süden der Slowakei mit 538 Einwohnern (Stand 31. Dezember 2024). Sie gehört zum Okres Lučenec, einem Kreis des Banskobystrický kraj, und ist zugleich Teil der traditionellen Landschaft Novohrad.

## Geographie

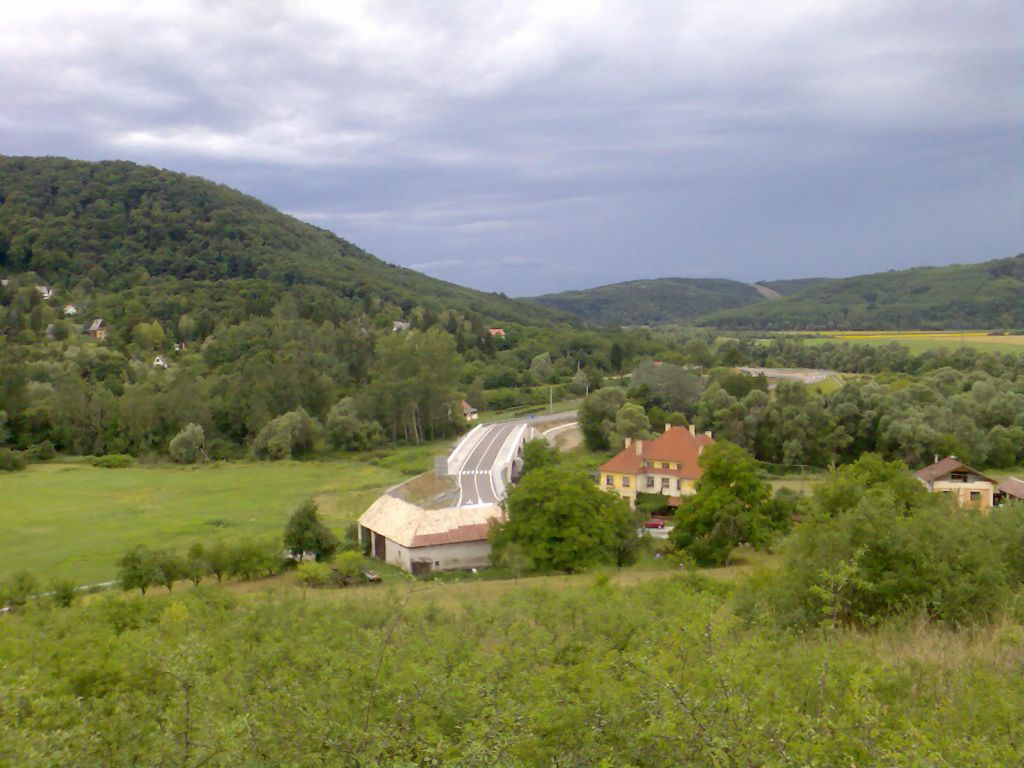
Grenzbrücke über den Ipeľ bei Rároš

Die Gemeinde befindet sich im Südwestteil des Talkessels Lučenská kotlina, selbst Teil der größeren Einheit Juhoslovenská kotlina, auf der rechten Flussterrasse des Ipeľ, direkt an der Staatsgrenze zu Ungarn. Das Ortszentrum liegt auf einer Höhe von 181 m n.m. und ist 14 Kilometer von Lučenec entfernt.
Nachbargemeinden sind Muľa im Westen, Ľuboriečka im Nordwesten und Norden, Veľká nad Iplom im Nordosten, Ipolytarnóc im Osten, Litke im Süden und Nógrádszakál im Südwesten.

## Geschichte

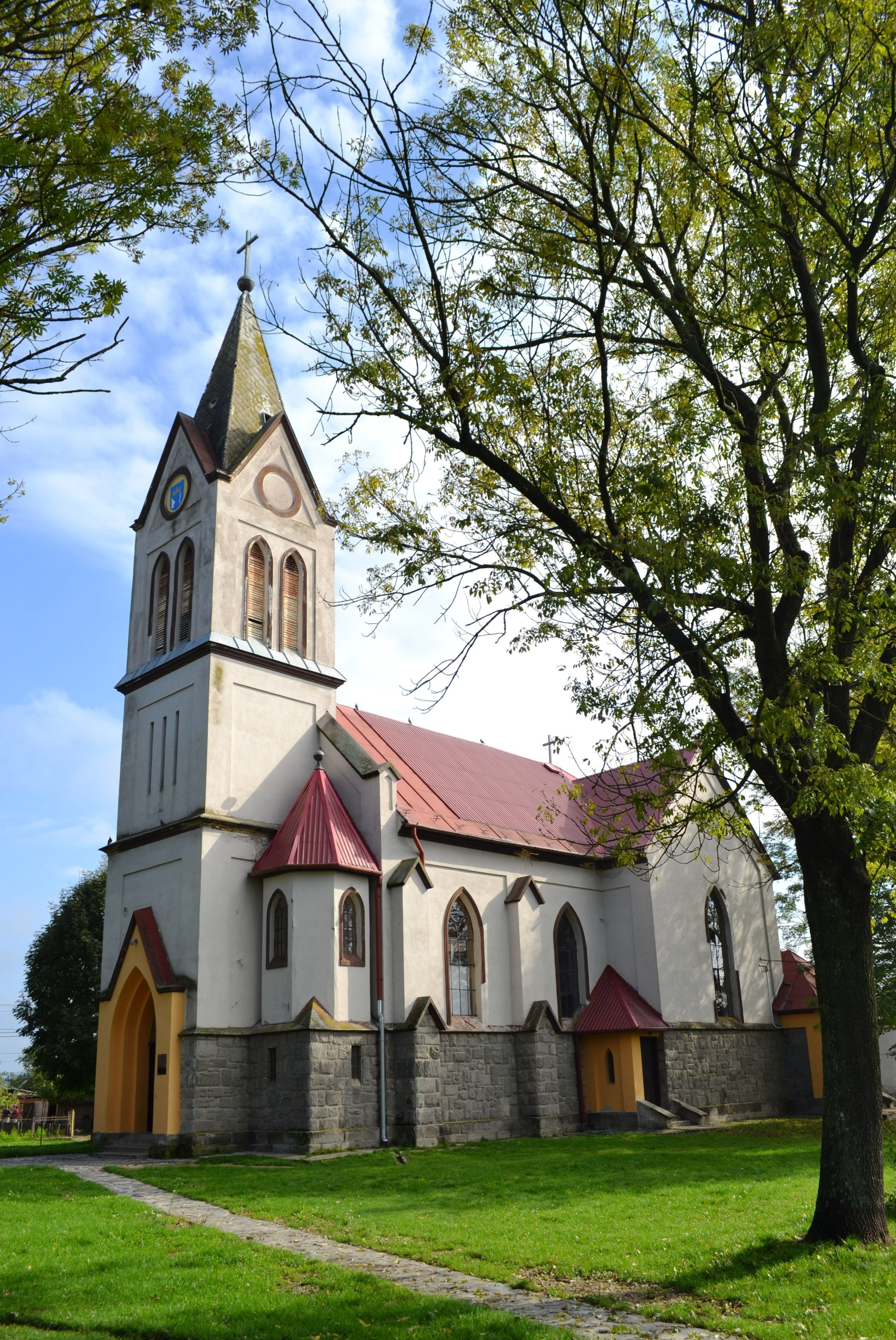
Elisabethkirche

Trenč wurde zum ersten Mal 1327 als Teurinch schriftlich erwähnt und war Besitz verschiedener adliger Geschlechter. Zwischen 1554 und 1593 gehörte das Dorf zum Osmanischen Reich. 1828 zählte man 67 Häuser und 516 Einwohner, die als Landwirte und Winzer beschäftigt waren.
Bis 1918/1919 gehörte der im Komitat Neograd liegende Ort zum Königreich Ungarn und kam danach zur Tschechoslowakei beziehungsweise heute Slowakei. Auf Grund des Ersten Wiener Schiedsspruches war er von 1938 bis 1945 noch einmal Teil Ungarns.
Von 1973 bis 1990 war Trenč Teil der Gemeinde Veľká nad Ipľom.

## Bevölkerung
| Jahr                | 1994 | 2004     | 2014     | 2024     |
| ------------------- | ---- | -------- | -------- | -------- |
| Anzahl der Personen | 291  | 389      | 473      | 538      |
| Unterschied         |      | +33,67 % | +21,59 % | +13,74 % |

| Jahr                | 2023 | 2024    |
| ------------------- | ---- | ------- |
| Anzahl der Personen | 540  | 538     |
| Unterschied         |      | −0,37 % |

Gemäß der Volkszählung 2011 wohnten in Trenč 480 Einwohner, davon 191 Slowaken, 92 Roma und 63 Magyaren. 134 Einwohner machten keine Angabe zur Ethnie.
325 Einwohner bekannten sich zur römisch-katholischen Kirche, sechs  Einwohner zur Evangelischen Kirche A. B., vier Einwohner zur griechisch-katholischen Kirche, zwei Einwohner zu den Zeugen Jehovas sowie jeweils ein Einwohner zur altkatholischen Kirche, zur evangelisch-methodistischen Kirche und zur Pfingstbewegung; ein Einwohner bekannte sich zu einer anderen Konfession. 15 Einwohner waren konfessionslos und bei 124 Einwohnern wurde die Konfession nicht ermittelt.

## Bauwerke
- römisch-katholische Elisabethkirche im neogotischen Stil

## Verkehr
Durch Trenč passiert die Straße 2. Ordnung 585 zwischen Lučenec und Dolná Strehová. Seit 2011 besteht bei der Siedlung Rároš der Grenzübergang Rároš-Ráróspuszta über den Grenzfluss Ipeľ nach Ungarn.